# N12 (Guinea)
Die N12 ist eine Fernstraße in Guinea, die in Koumbia an der Ausfahrt der N23 beginnt und in Foula Mori, in der Nähe der Grenze nach Guinea-Bissau, endet. Sie ist 66 Kilometer lang.